# 穆罕默德·达菲利
穆罕默德·达菲利（英文：Mohammad Davari，1974年出生），伊朗記者，他因為揭發卡里札克拘留中心虐囚內幕，後遭當局逮捕入獄並判刑5年；期間多個國際組織為其聲援。

## 生平
學生時期，穆罕默德·达菲利自願投入兩伊戰爭，他的眼睛和腿在戰時受了傷。後來他成為一名記者，並擔任《薩罕新聞》（Saham News）的總編輯，該網站以報導迈赫迪·卡鲁比領導的反對派新聞為主。

### 揭露虐囚內幕
2009年初，穆罕默德·达菲利開始紀錄卡里札克拘留中心的虐囚情形（據信當年伊朗總統大選後被捕的抗議者一直被拘禁在該中心），他秘密訪問到幾位囚犯，他們聲稱在該拘留中心內受到強暴、虐待與折磨；隨後《薩罕新聞》公布了這些秘密拍攝的影像，馬上引起國內外的軒然大波；同年7月28日，伊朗最高領袖阿里·哈梅內伊下令關閉該拘留中心。

### 被捕入獄
2009年9月8日，穆罕默德·达菲利因為當局對反對派領導人迈赫迪·卡鲁比採取的一系列行動，而被捕入獄，《薩罕新聞》的辦公室被查封，許多文件、電腦、照片被沒收。穆罕默德·达菲利後來被以「顛覆國家政權」罪名判處5年徒刑，並被轉送到埃温监狱。據人權組織伊朗國際人權運動（International Campaign for Human Rights in Iran）的報導，他在監獄裡遭到刑求，當局要求他對迈赫迪·卡鲁比做出不利的證詞。
穆罕默德·达菲利2006年曾出席一場教師工會的抗議活動，而遭罰款5,000美元；因為繳不出這筆罰款，他的刑期被延長一年。根據伊朗國際人權運動2011年的報導，达菲利在獄中的健康情況持續惡化，患有嚴重的憂鬱症。

### 國際聲援
穆罕默德·达菲利的入獄受到國際關注，包括大赦國際、無國界記者和保護記者委員會皆發表聲明予以聲援。

### 獲獎
2010年，保護記者委員會頒發國際新聞自由獎給达菲利，以表彰他捍衛新聞自由的勇氣。